# Ísafjarðardjúp

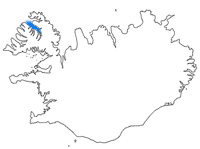
Locatie van Ísafjarðardjúp in IJsland

Ísafjarðardjúp

Het Ísafjarðardjúp (IJslands voor IJsfjord diep) is de grootste fjord van de IJslandse regio Vestfirðir (Westfjorden). Het Ísafjarðardjúp heeft een lengte van ongeveer 75 kilometer en begint als voortzetting van de Ísafjörður. 
In het Ísafjarðardjúp liggen een aantal eilandjes, waarvan Æðey, Vigur en Borgarey de belangrijkste zijn.
De belangrijkste stad Ísafjörður van de regio is niet genoemd naar het Ísafjarðardjúp en ligt ook aan een andere fjord en wel de Skutulsfjörður, die weer wel in het Ísafjarðardjúp uitmondt.
Deze fjord gaat aan de noordzijde over in de Jökulfirðir.

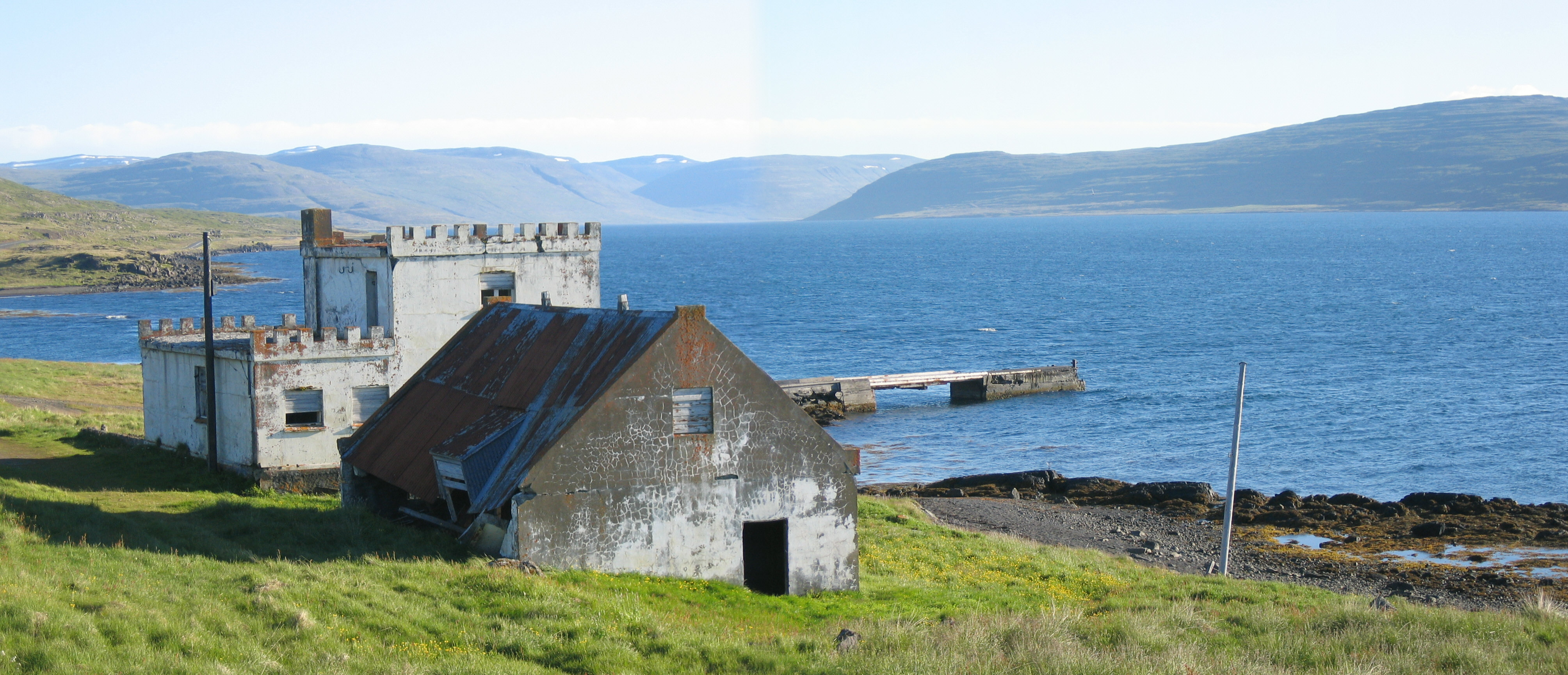
Boerderij Arngerðareyri aan de Ísafjörður, daar waar fjord en Ísafjarðardjúp samenkomen, met op de achtergrond de fjord.